# غلين سافيل
غلين سافيل (بالإنجليزية: Glen Saville) مواليد 17 يناير 1976، هو لاعب كرة سلة أسترالي سابق بدأ مسيرته الاحترافية في سنة 1995. يبلغ طوله 6 قدم 5 1⁄2 بوصة (2.0 م). اعتزل اللعب في 2013.

## روابط خارجية
- غلين سافيل على موقع الاتحاد الدولي لكرة السلة (الإنجليزية)
- غلين سافيل على موقع كرة السلة الأوروبية.كوم (الإنجليزية)
- غلين سافيل على موقع ريلجم (الإنجليزية)
- غلين سافيل على موقع بروبوليرز (الإنجليزية)
- غلين سافيل على موقع سبورتس رفرنس (الإنجليزية)
- غلين سافيل على موقع أوليمبيديا (الإنجليزية)
- غلين سافيل على موقع اللجنة الأولمبية الأسترالية (الإنجليزية)